# Paul Schmitz (Dirigent)

Paul Schmitz

Paul Schmitz (* 16. April 1898 in Hamburg; † 6. Februar 1992 in München) war ein deutscher Dirigent. Er war 1933–51 und erneut 1964–73 Generalmusikdirektor der Oper Leipzig, dazwischen Generalmusikdirektor des Staatsorchesters Kassel.

## Leben
Schmitz studierte an der Musikhochschule Mannheim neben Klavier und Orgel auch Komposition bei Ernst Toch und lernte bei Wilhelm Furtwängler das Dirigieren. Nach Abschluss seiner Studien war er zunächst als Korrepetitor und Liedbegleiter tätig, spielte aber auch als Pianist in einer Unterhaltungskapelle. 1921 wurde er Kapellmeister der Staatskapelle Weimar und später an der Stuttgarter Oper. 1927 wurde er als Erster Staatskapellmeister der Münchner Staatsoper engagiert und folgte dort auf Karl Böhm.
1933 trat er als Nachfolger des von den Nationalsozialisten aufgrund seiner jüdischen Herkunft angefeindeten Gustav Brecher die Stelle als Generalmusikdirektor in Leipzig an; diese behielt er bis 1951. Der Leipziger Oberbürgermeister Carl Friedrich Goerdeler und der Opernintendant Hans Schüler schlugen vor, Schmitz in Personalunion auch das Amt des Gewandhauskapellmeisters zu übertragen, das durch die Flucht Bruno Walters aus Deutschland frei geworden war. Das zuständige Berufungsgremium lehnte dies jedoch aufgrund Schmitz’ jungen Alters und geringer Erfahrung als Konzertdirigent ab. Er übernahm jedoch die Leitung des Gewandhauskammerorchesters. Mit diesem machte er zahlreiche Aufnahmen auf Schellackplatten für den Leipziger Rundfunk und für die Deutsche Grammophon.
An der Leipziger Oper arbeitete er mit dem Regisseur Schüler und Sängern wie Margarete Bäumer, Irma Beilke und Friedrich Dalberg zusammen. Er hatte u. a. die musikalische Leitung bei den Uraufführungen von Hans Stiebers Der Eulenspiegel (1936), Winfried Zilligs Die Windsbraut (1941) und Carl Orffs Catulli Carmina (die A-cappella-Chöre wurden im Orchestergraben von Johann Nepomuk David dirigiert; 1943). Schmitz trat 1937 in die NSDAP ein. Er war einer von 15 Dirigenten auf der sogenannten Gottbegnadeten-Liste des Reichsministeriums für Volksaufklärung und Propaganda. Nach Ende des Zweiten Weltkrieges, in dem das Neue Theater zerstört wurde, dirigierte er im Interim im Haus Dreilinden auch Werke, die in der Nazizeit nicht gespielt werden durften, etwa Hindemiths Cardillac, Tschaikowskis Eugen Onegin und Mussorgskis Boris Godunow.
Er folgte dann einem Angebot aus Westdeutschland und arbeitete bis 1963 als Generalmusikdirektor des Staatsorchesters Kassel. Nach seiner dortigen Pensionierung kehrte er jedoch zunächst mit Gastspielen und schließlich ab 1964 erneut als Generalmusikdirektor nach Leipzig zurück, wo er 1973 auch seine Karriere beendete. 1963 spielte er für Eterna die Oper Tiefland von Eugen d’Albert ein.